# Murat Kayalı
Murat Kayalı (* 13. August 1989 in Denizli) ist ein türkischer Fußballspieler, der für Elazığspor spielt.

## Karriere

### Vereinskarriere
Murat Kayalı begann mit dem Vereinsfußball in der Jugendabteilung von Gençlerbirliğispor in Diyarbakır. Im Sommer 2006 wechselte er mit einem Profivertrag zu Diyarbakırspor. Hier spielte eineinhalb Spielzeiten ausschließlich für die Reservemannschaft.
Für die Rückrunde der Saison 2007/08 spielte er als Leihgabe beim Drittligisten Batman Petrolspor. Die nachfolgenden beiden Spielzeiten verbrachte er nacheinander für den Zeitraum von jeweils einer Saison nacheinander bei Siirtspor und Elazığspor. Zur Saison 2010/11 wechselte er dann samt Ablöse zu Elazığspor und feierte mit diesem Verein zum Saisonende die Meisterschaft der TFF 2. Lig und damit den direkten Aufstieg in die TFF 1. Lig. Auch die Saison 2011/12 etablierte er sich sofort als Leistungsträger seines Teams und war der Spieler mit den zweitmeisten Einsätzen. Am vorletzten Spieltag schaffte man den sicheren Aufstieg in die Süper Lig. 
Für die Rückrunde der Spielzeit 2012/13 wurde er an den türkischen Zweitligisten Şanlıurfaspor ausgeliehen. Zum Saisonende wechselte Kayalı schließlich samt Ablösesumme zu dem Klub.
Uur Rückrunde der Spielzeit 2013/14 wechselte er innerhalb der TFF 1. Lig zu Gaziantep Büyükşehir Belediyespor. Bereits nach einer Saison zog er innerhalb der Liga zu Elazığspor weiter.

### Nationalmannschaftskarriere
Murat Kayalı spielte 2009 viermal für die türkischen U-19 Jugendnationalmannschaft. Zudem spielte er 2012 einmal zweite Auswahl der türkischen Jugendnationalmannschaft.

## Erfolge
- Mit Elazığspor:
  - 2010/11 Aufstieg in die TFF 1. Lig
  - 2010/11 TFF 2. Lig
  - 2011/12 Aufstieg in die Süper Lig